# Боадман (Охајо)
Боадман (енгл. Boardman) насељено је место без административног статуса у америчкој савезној држави Охајо.

## Демографија
По попису из 2010. године број становника је 35.376, што је 1.839 (-4,9%) становника мање него 2000. године.
| Група             | 2000.          | 2010.          |
| Белци             | 34.986 (94,0%) | 31.016 (87,7%) |
| Афроамериканци    | 951 (2,6%)     | 2.269 (6,4%)   |
| Азијати           | 302 (0,8%)     | 430 (1,2%)     |
| Хиспаноамериканци | 670 (1,8%)     | 1.151 (3,3%)   |
| Укупно            | 37.215         | 35.376         |